# Villa Aberastain
Villa Aberastain est une ville et le chef-lieu du Département de Pocito, dans la province de San Juan en Argentine. Elle constitue la partie méridionale de l'agglomération de la ville de San Juan, la capitale provinciale.
Elle se trouve dans l'oasis du Valle del Tulum, on y cultive l'olive, la vigne et les fleurs.